# RCS Libramontois

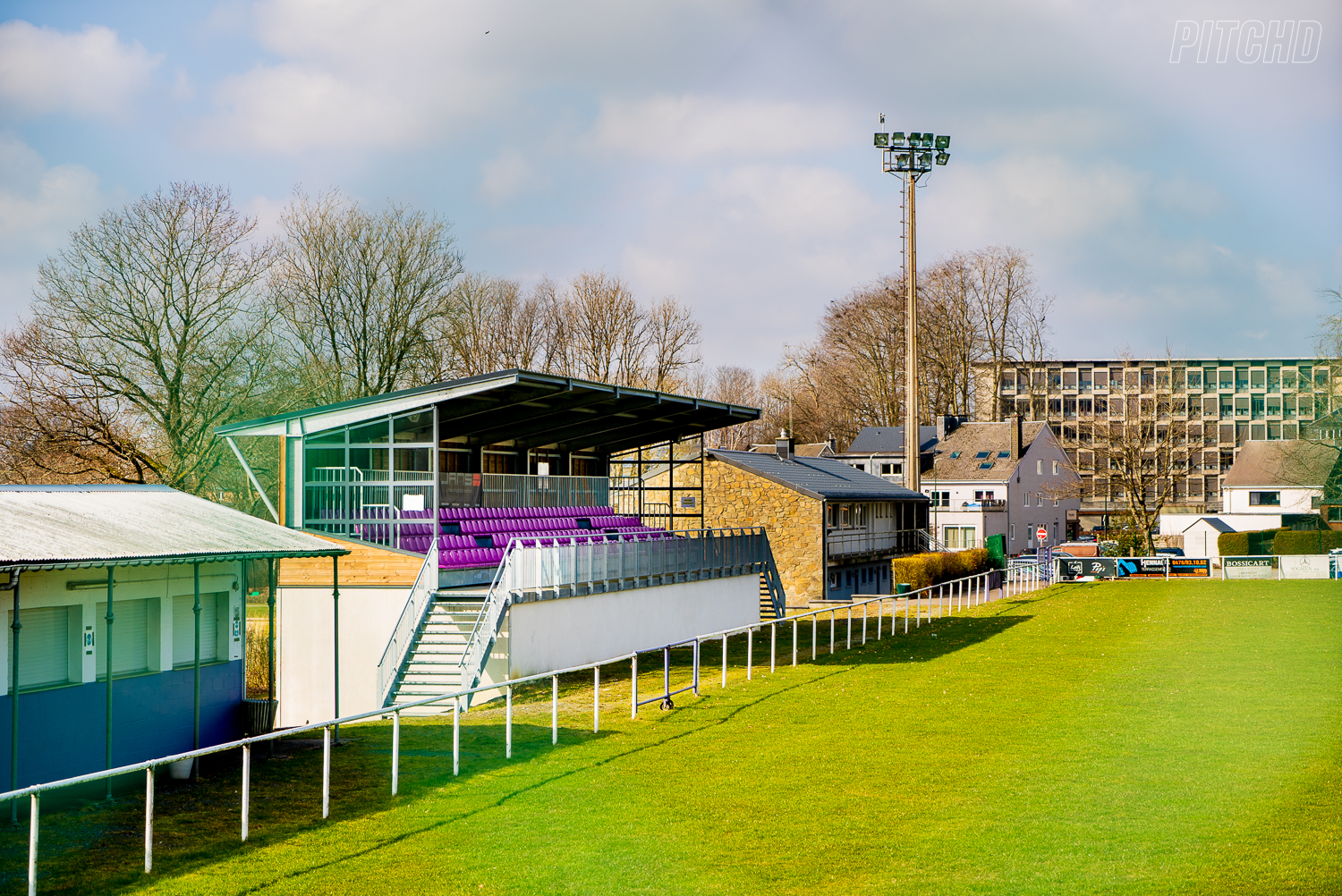
Het stadion van RCS Libramontois

RCS Libramontois is een Belgische voetbalclub uit Libramont. De club is aangesloten bij de KBVB met stamnummer 1590 en heeft paars en wit als clubkleuren. De club speelde in haar bestaan ruim twee decennia in de nationale reeksen.

## Geschiedenis
In 1926 werden in Libramont twee voetbalclubs opgericht, het katholieke L'Avenir Libramontois Football Club en het liberale Jeunesse Sportive Libramontoise. De clubs sloten zich aan bij de Belgische Voetbalbond, waar L'Avenir stamnummer 729 kreeg toegekend en JS Libramontoise stamnummer 730. In 1929/30 traden de clubs niet in competitie en in april 1930 werd L'Avenir geschrapt door de voetbalbond; in november volgde ook Jeunesse Sportive.
De leden van de twee clubs uit Libramont besloten samen te gaan werken en verenigden zich in augustus 1930 in een nieuwe club, Cercle Sportif Libramontois. Men sloot zich aan bij de Belgische Voetbalbond onder stamnummer 1590 en ging van start in de derde regionale afdeling van Luxemburg. In 1932 behaalde CS Libramontois een titel en zo promoveerde de club naar de Luxemburgse Tweede Divisie, in die tijd het hoogste provinciale niveau. De club bleef er gedurende de jaren 30 spelen met wisselende resultaten.
In 1939 brak de Tweede Wereldoorlog en werd de mobilisatie afgekondigd. In het voetbal werden noodcompetities ingericht. CS Libramontois kende hier succes en haalde er een eerste titel, weliswaar slechts een officieuze. De volgende jaren werd er niet gespeeld of werd weer in een noodcompetitie aangetreden. In 1942 werden de officiële competities hernomen. Libramont eindigde bovenin zijn reeks, en promoveerde zo in 1943 voor het eerst naar de nationale bevorderingsreeksen, in die tijd het derde niveau. Men had het er erg moeilijk en Libramont eindigde het seizoen als laatste van zijn reeks. Na een jaar nationaal voetbal zakte de club in 1944 weer naar de provinciale reeksen. In 1944 en 1945 werd tijdens de Slag om de Ardennen zwaar gevochten en waren er opnieuw geen competities.
Na de oorlog werden er weer provinciale competities ingericht. In een eerste seizoen 1945/46 verzamelde men de clubs in twee reeksen; vanaf 1946/47 werd weer gespeeld in een normale competitie. CS Libramontois behaalde er de titel en promoveerde zo voor de tweede keer naar de nationale bevorderingsreeksen. Deze terugkeer bracht nog minder succes dan het vorige verblijf in Bevordering. Men behaalde slechts 7 punten, eindigde afgetekend allerlaatste en degradeerde weer na een seizoen.
In 1949/50 kwam ex-international en ex-landkampioen en topschutter Marius Mondelé naar CS Libramontois als speler-trainer. De club kende een successeizoen en behaalde zowel de provinciale beker als de titel in de hoogste provinciale reeks. Voor de derde keer promoveerde men naar de nationale reeksen. Onder Mondelé kon men zich ditmaal wel handhaven. Het volgend seizoen behaalde Libramont zijn hoogste rangschikking ooit, een 9de plaats op het derde niveau. Na dit seizoen werden echter grote competitiehervormingen doorgevoerd. Er werd een vierde nationaal niveau gecreëerd en het aantal clubs in de hogere reeksen werd gereduceerd, waardoor heel wat clubs moesten zakken. Ook CS Libramontois bleef zo wel nationaal spelen, maar dan voortaan een niveau lager, in Vierde Klasse. Met verschillende Brusselse spelers in de rangen beleefde de club sportieve en financiële hoogdagen en bleef men enkele seizoenen in de nationale reeksen spelen, tot men in 1955 weer naar Eerste Provinciale degradeerde.
De Brusselaars vertrokken, maar met lokale spelers en trainer dwong de club in 1956 meteen weer een promotie naar de nationale reeksen af. Men kon zich daar nog enkele jaren handhaven, tot men na drie seizoenen in 1959 nogmaals degradeerde naar Eerste Provinciale.
De volgende jaren bleef Libramont in de provinciale reeksen spelen, waar men ook een tijdje uit Eerste Provinciale wegzakte. In het begin van de jaren '70 keerde men terug op het hoogste provinciale niveau en men bleef er het volgend decennium spelen. In 1981 won men nog eens de Beker van Luxemburg tegen RC Mormont. De club vierde haar 50-jarig bestaan en werd koninklijk: de clubnaam werd Royal Cercle Sportif Libramontois (RCS Libramontois). In 1982 kwam de Poolse ex-international en ex-eersteklasserspeler Mirosław Justek naar de club en Jean Dachelet werd speler-trainer. In 1984 promoveerde club nogmaals naar de nationale Vierde Klasse na 25 jaar provinciaal voetbal.
RCS Libramontois kon zich de volgende jaren handhaven in Vierde Klasse. In 1987 schakelde men in de Beker van België in de 5de ronde eersteklasser Antwerp FC uit, maar daarna was Standard Luik te sterk. In de competitie eindigde men in 1988 op een derde plaats. Deze prestaties kon men niet meer herhalen en toen men in 1990 op een voorlaatste plaats strandde, zakte de club na zes jaar nationaal voetbal weer naar Eerste Provinciale.
De club bleef strijden voor terugkeer in de nationale reeksen en na amper een seizoen in Eerste Provinciale keerde men in 1991 terug in Vierde Klasse. Daar bleef men de volgende jaren weer met wisselende resultaten spelen, met als beste resultaat een vierde plaats in 1995. Dit kon men het volgend seizoen niet herhalen, want op het eind van het seizoen moest RCS Libramontois barragematchen spelen voor behoud. Daar verloor men van Neeroeteren FC en KSK Heusden en zo zakte men in 1996 na vijf seizoenen nogmaals naar Eerste Provinciale. Daar werd men meteen kampioen en zo keerde men in 1997 opnieuw na een seizoen terug in Vierde Klasse. Ditmaal bracht de terugkeer weinig succes, want Libramont strandde meteen weer bij de laatsten. Na een verloren testmatch tegen RFC Farciennes strandde men op een 14de plaats, een rechtstreekse degradatieplaats, en zo verdween de club in 1998 alweer naar Eerste Provinciale.
Na de degradatie werd RCS Libramontois in 1999 tweede en behaalde via de provinciale eindronde de interprovinciale eindrondes, waar men echter werd uitgeschakeld door Daring Club Blankenberge. In 2001 werd men weer kampioen in Eerste Provinciale en promoveerde men weer naar Vierde Klasse. Het volgend seizoen verliep daar moeilijk. Libramont eindigde er afgetekend allerlaatste en zakte in 2002 weer na een seizoen naar Eerste Provinciale. De volgende jaren bleef men in de hoogste provinciale reeksen spelen. In 2022 kon de club na 20 jaar opnieuw de promotie naar de Derde Amateurklasse (ACFF) afdwingen, nadat het op de allerlaatste speeldag kampioen speelde, na een nek-aan-nek-race met Meix-devant-Virton. Het nieuwe verblijf in de nationale reeksen was echter van korte duur: Libramont eindigde 14de en tuimelde zo naar amper één jaar terug naar 1ste provinciale Luxemburg.
In het seizoen 203/24 eindigde Libramont vierde in 1e Provinciale, maar dwong in de Interprovinciale eindronde de promotie af naar Derde afdeling.

## Resultaten
| 2016/17 |  |  |  |  |    | 6 |  |  |  | Eerste Prov. Luxemburg | 39 |                                                                 |
| 2017/18 |  |  |  |  |    | 5 |  |  |  | Eerste Prov. Luxemburg | 40 |                                                                 |
| 2018/19 |  |  |  |  |    | 4 |  |  |  | Eerste Prov. Luxemburg | 45 |                                                                 |
| 2019/20 |  |  |  |  |    | 3 |  |  |  | Eerste Prov. Luxemburg | 34 |                                                                 |
| 2020/21 |  |  |  |  |    | - |  |  |  | Eerste Prov. Luxemburg | -  | Competitie na vier speeldagen stopgezet vanwege COVID-19-virus. |
| 2021/22 |  |  |  |  |    | 1 |  |  |  | Eerste Prov. Luxemburg | 52 | Kampioen                                                        |
| 2022/23 |  |  |  |  | 14 |   |  |  |  | Derde Afdeling ACFF B  | 27 | Degradatie                                                      |
| 2023/24 |  |  |  |  |    | 4 |  |  |  | Eerste Prov. Luxemburg | 48 | Promotie via eindronde                                          |
| 2024/25 |  |  |  |  | 13 |   |  |  |  | Derde Afdeling ACFF B  | 35 |                                                                 |
| 2025/26 |  |  |  |  |    |   |  |  |  | Derde afdeling ACCF B  |    |                                                                 |